# ACME Comedy Theatre
L'ACME Comedy Theatre est un théâtre de comédie et d'improvisation situé sur La Brea, près d'Hollywood à Los Angeles, en Californie,.
Le théâtre est fondé en 1989 par M.D. Sweeney et Cynthia Szigeti sous le nom de The Two Roads Theater. Les comédiens connus sous les noms de Two Roads Players, puis Tujunga Group, voit leur nom changé par Sweeney quelques années plus tard en ACME, en références aux dessins animés de Warner Bros., Sweeney ayant collaboré à l'écriture de certains scénarios des Tiny Toons pour aider sa petite-amie scénariste, Sherri Stoner,. C'est à cette époque qu'il déplace le théâtre à North Hollywood. Il le déplace ensuite sur le boulevard La Brea, près du célèbre Miracle Mile de Los Angeles, où il prend rapidement une place importante dans le monde de la comédie de sketchs. M.D. Sweeney s'inspire des Groundlings et tout au long des années 1990, une rivalité s'installe entre les deux théâtres, chacun cherchant à attirer les meilleurs comédiens de Los Angeles.
En 2004, Sweeney décide de se retirer de la mise en scène et vend ACME à Travis Oates, alors membre de la troupe du théâtre. Ce dernier entreprend une rénovation du théâtre, le transformant en l'un des théâtres de 99 places, les plus technologiquement avancés de Los Angeles. Au premier trimestre de 2007, ACME subit une deuxième grande rénovation, avec l'installation d'équipements de diffusion, en faisant ainsi un véritable studio de télévision. Aujourd'hui ACME est le seul théâtre de comédies à sketchs à diffuser tous ses spectacles en direct sur Internet.
Après une période d'inactivité, ACME recommence à organiser des soirées sketchs les dimanches soirs. À partir de mars 2018, ACME accueille les équipes de la troupe de l'ancien théâtre iO West Theatre, ainsi que le show d'actualités en continu Top Story Weekly.

## Personnalités notables
- Cecily Adams
- Greg Benson
- Alex Borstein
- Adam Carolla
- Felicia Day
- Jackson Douglas
- Ralph Garman
- Fred Gross
- Maz Jobrani
- Jamie Kaler
- Jessica Kiper
- Lisa Kushell
- Jerry Lambert
- Jeff Lewis
- John P. McCann
- Joel McHale
- Paul Rugg
- Wil Wheaton